# Marossy Géza (színművész)
Marossy Géza, Mózer Géza (Marosvásárhely, 1877. december 8. – 1919 után) színész, színigazgató.

## Életútja
Mózer József és Gál Anna fiaként született. Iskolai tanulmányait a kolozsvári főgimnáziumban végezte. 1896-ban lett színész; pályáját Báródi Károly színigazigatónál kezdte. Első nagyobb szerepe a Parasztkisasszonyban Rezeda Marcel volt. Működött a Magyar Színháznál, a Feld-színházban, Monori Sándornál, Molnár Gyulánál, Krecsányi Ignácnál stb. 1911-től három éven át mint színigazgató terjesztette a kultúrát Nagyszécsény, Salgótarján, Párkány, Galgóc, Galánta, Dunaszerdahely, Somorja, Zirc, Tata stb. városokban. Azután vidéki városokban mint színész és titkár működött. Írt egy kötetre való verset, melyek vidéki lapokban jelentek meg. »Törő Anna« népszínművét Erdélyi Miklós nagyváradi színtársulata hozta színre. »Új bor» paródiája Vácott került színre. 1903. október 6-án Budapesten, a Józsefvárosban feleségül vette Bende (Krasznai) Mária Jozefa színésznőt. 1919. április 17-én Budapesten házasságot kötött Kőnig Ilona Szidóniával.

## Forrás
- Magyar Színművészeti Lexikon (1929-1931, szerk. Schöpflin Aladár)